# Андреас Філіотіс
Андреас Філіотіс (грец. Ανδρέας Παναγιώτου, нар. 31 травня 1995, Нікосія) — кіпрський футболіст, нападник клубу «Аполлон».
Виступав, зокрема, за клуби «Омонія» та «Пафос», а також національну збірну Кіпру.
Чемпіон Кіпру.

## Клубна кар'єра
Народився 31 травня 1995 року в місті Нікосія. Вихованець футбольної школи клубу «Омонія». Дорослу футбольну кар'єру розпочав 2012 року в основній команді того ж клубу, в якій провів шість сезонів, взявши участь у 22 матчах чемпіонату. 
Своєю грою за цю команду привернув увагу представників тренерського штабу клубу «Пафос», до складу якого приєднався 2018 року. Відіграв за клуб з Пафоса наступні два сезони своєї ігрової кар'єри.
До складу клубу «Аполлон» приєднався 2020 року. Станом на 16 вересня 2022 року відіграв за клуб з Лімасола 41 матч в національному чемпіонаті.

## Виступи за збірні
У 2012 році дебютував у складі юнацької збірної Кіпру (U-19), загалом на юнацькому рівні взяв участь у 13 іграх, відзначившись 2 забитими голами.
Протягом 2014–2016 років залучався до складу молодіжної збірної Кіпру. На молодіжному рівні зіграв в 11 офіційних матчах.
У 2017 році дебютував в офіційних матчах у складі національної збірної Кіпру.
| Дата      | Місто    | Господарі         | Результат | Гості     | Турнір                               | Голи | Примітки |
| --------- | -------- | ----------------- | --------- | --------- | ------------------------------------ | ---- | -------- |
| 22-3-2017 | Ларнака  | Кіпр              | 3 – 1     | Казахстан | товариський матч                     | -    | 77' 79'  |
| 4-6-2021  | Будапешт | Угорщина          | 1 – 0     | Естонія   | товариський матч                     | -    | 71'      |
| 7-6-2021  | Харків   | Україна           | 4 – 0     | Кіпр      | товариський матч                     | -    | 36'      |
| 2-6-2022  | Ларнака  | Кіпр              | 0 – 2     | Косово    | Ліга націй УЄФА 2022-2023 - 1-й етап | -    | 67'      |
| 12-6-2022 | Белфаст  | Північна Ірландія | 2 – 2     | Кіпр      | Ліга націй УЄФА 2022-2023 - 1-й етап | -    | 46'      |
| Усього    |          | Матчів            | 5         |           | Голів                                | 0    |          |

## Титули і досягнення
- Чемпіон Кіпру (1):

«Аполлон»: 2021-2022